# Alfa Romeo 900A e 900AU
Il 900A ed il 900AU sono stati due modelli di autobus prodotti dall'Alfa Romeo dal 1952 al 1956.
La lunghezza ed il numero di assi dipendevano dall'uso del mezzo. Nel caso di uso urbano, il veicolo era in versione autobus ed aveva una lunghezza di 10,3 m, con due assi. In caso di uso interurbana, le versioni preparate erano due, autotreno ed autosnodato. Il primo era lungo 18,8 m o 20,6 m ed aveva 4 assi, mentre il secondo era lungo 17,9 m e possedeva 3 assi. L'uso degli autosnodati terminò nel 1969, mentre le altre versioni vennero ritirate tra il 1976 ed il 1980.

## Carrozzerie ed esemplari prodotti
Le versioni prodotte per l'ATM di Milano furono:
- Versione urbana (autobus):
  - Carrozzata da Caproni: 14 esemplari costruiti dal 1952 al 1955;
- Versione interurbana (autotreno):
  - Carrozzata da Macchi: 29 esemplari costruiti dal 1955 al 1956;
- Versione interurbana (autosnodato):
  - Carrozzata da Macchi: 4 esemplari costruiti nel 1955.

## Caratteristiche tecniche
Il motore installato era un Alfa Romeo 1606 posizionato anteriormente in cabina. I cilindri erano sei. L'alesaggio e la corsa erano, rispettivamente, 120 mm e 140 mm, che portavano la cilindrata totale a 9.495 cm³. La potenza erogata era di 130 CV a 2.000 giri al minuto.
L'alimentazione era a gasolio. Il cambio era meccanico, mentre il volante era posizionato a destra.